# 16e régiment d'uhlans « Hennigs von Treffenfeld » (régiment d'uhlans vieux-margravien)
Pour les articles homonymes, voir 16e régiment.

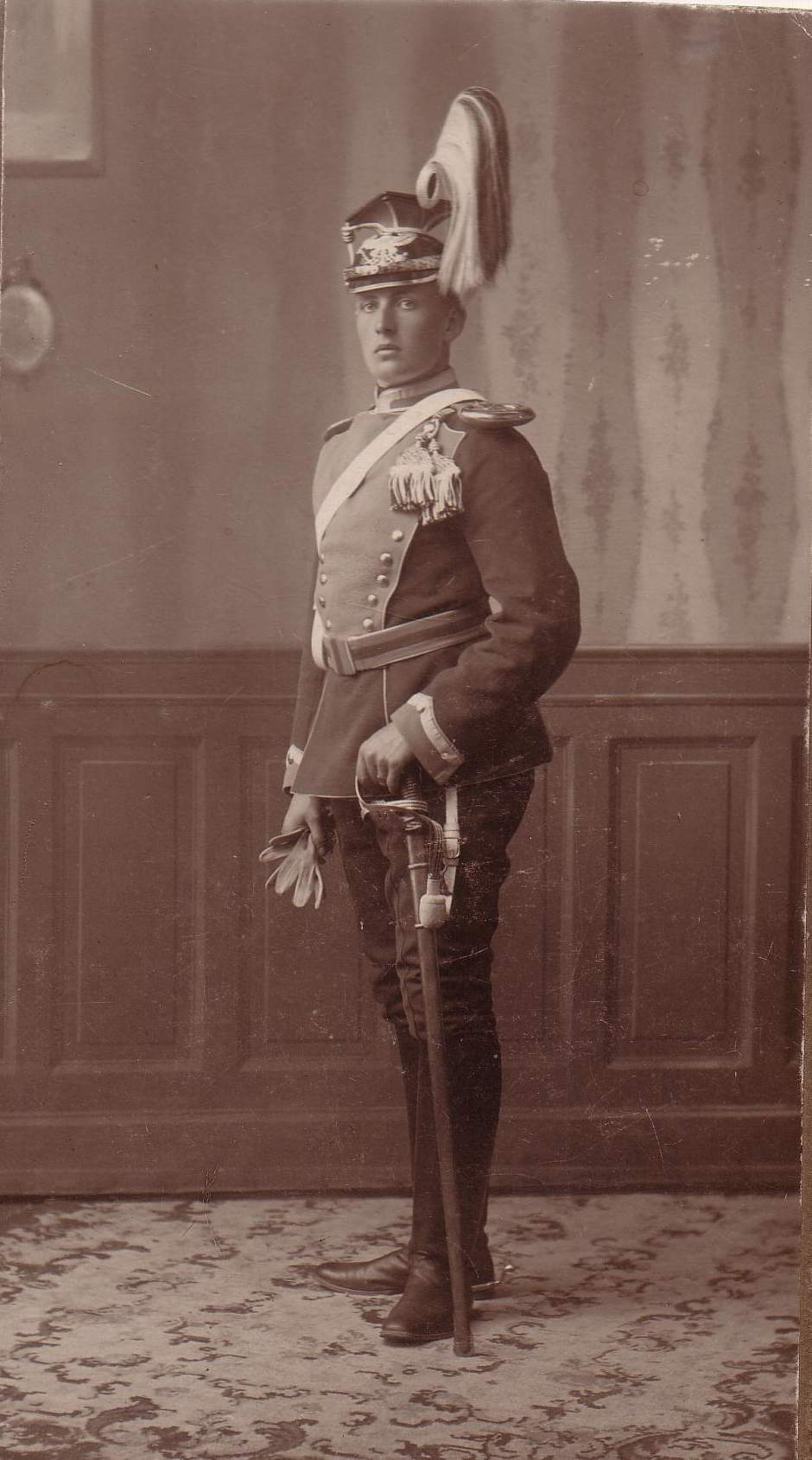
Aspirant en uniforme du 16e régiment d'uhlans « Hennigs von Treffenfeld » (régiment d'uhlans vieux-margravien) en 1909

Le 16e régiment d'uhlans « Hennigs von Treffenfeld » (régiment d'uhlans vieux-margravien) est un régiment de l'armée prussienne, stationnée de 1866 à 1919 à Salzwedel et Gardelegen. 

## Histoire
Le 16e régiment d'uhlans a été fondé le 27 septembre 1866. L'intendant royal du 4e corps d'armée de Magdebourg a alors informé le magistrat de Salzwedel que les 1er et 2e escadrons seraient installés à Salzwedel, et les 3e et 4e escadrons à Gardelegen. 
La troupe proprement dite est arrivée en novembre. En octobre, la garnison de Salzwedel comptait 19 officiers, 448 sous-officiers et hommes, 46 chevaux d'officier et 431 chevaux de service. À ce moment-là, le roi Guillaume Ier avait déjà honoré le régiment d'uhlans avec l'ajout d'Altmärkisches à l'occasion d'une chasse impériale à Letzlingen. 
Après avoir participé à la guerre franco-prussienne en 1870-71 et en particulier à la Bataille de Mars-la-Tour, le régiment reçut un autre honneur le jour de l'anniversaire de l'empereur Guillaume II en 1890. Il est alors surnommé "Hennigs von Treffenfeld", en l'honneur de Joachim Henniges von Treffenfeld (de), un général de l'Altmark, qui s'est distingué dans la bataille de Fehrbellin. 
Le 16e régiment d'uhlans s'est terminée à la fin de la Première Guerre mondiale. Il a été utilisé dans la campagne à travers la Belgique vers la France en août 1914, et il est resté sur le front occidental pendant toute la guerre. Sur les fronts gelés, cependant, la cavalerie mobile ne jouait plus de rôle. À partir de juillet 1916, cinq escadrons sont répartis dans diverses divisions d'infanterie du nord de la France pour effectuer des services de patrouille et de protection. Le 6e escadron est devenu le 33e division de réserve et était encore en usage en Galicie. 
Certaines unités étaient toujours actives en 1919 comme gardes-frontières en Lituanie, mais à ce moment-là, le régiment avait de fait cessé d'exister. À leur retour, les unités ont été démobilisées la même année, puis dissoutes. 
Dans la Reichswehr, le 2e escadron du 13e régiment de cavalerie (prussien) de Hanovre perpétue la tradition . 
Jusqu'à nos jours encore, de nombreux bâtiments et espaces publics à Salzwedel témoignent de la présence des Uhlans, comme par exemple le nom de rue "An der Reitbahn" à Salzwedel et le complexe de bâtiments entre Südbockhorn, Jahnstrasse et Freiligrathstrasse (anciennement l'école et l'école de musique Jenny Marx). Le Monument aux Uhlans, érigé près de la mairie en 1921, a disparu après 1945.